# Hampyeong
Hampyeong (Hampyeong-gun, âm Hán Việt: Hàm Bình quận) là một huyện của tỉnh Jeolla Nam, Hàn Quốc. Huyện này có diện tích 392,77 km², dân số năm 2001 là 45.232 người.

## Thành phố kết nghĩa
- Seongdong-gu, Hàn Quốc